# Piaseczno, Hạt Choszczno
Piaseczno [pjaˈsɛt͡ʂnɔ] (tiếng Đức: Pätznickerie) là một khu định cư ở khu hành chính của Gmina Bierzwnik, thuộc quận Choszczno, West Pomeranian Voivodeship, ở phía tây bắc Ba Lan. Nó nằm khoảng 14 kilômét (9 mi) về phía đông bắc của Bierzwnik, 28 km (17 mi) ở phía đông Choszczno và 89 km (55 mi) về phía đông của thủ đô khu vực Szczecin.
Trước năm 1945, khu vực này là một phần của Đức. Đối với lịch sử của khu vực, xem Lịch sử của Pomerania.